# Романтическое фэнтези
Романтическое фэнтези — поджанр фэнтези, описывающий историю с использованием многих элементов и условностей жанра рыцарского романа.
Одна из ключевых особенностей романтического фэнтези заключается в том, что оно фокусируется на отношениях: социальных, политических и, прежде всего, романтических.
Некоторые издатели различают «романтическое фэнтези», где наиболее важны элементы фэнтези, и «фэнтезийный любовный роман», где важна романтика. Другие говорят, что «граница между фэнтезийной романтикой и романтическим фэнтези, по существу, прекратила свое существование, или, если она всё ещё существует, то постоянно перемещается туда-сюда».

## Общие архетипы сюжета
- Подросток, как правило, из слишком строгой или жестокой семьи (либо из семьи, убитой бандитами или монстрами), убегает и обнаруживает, что обладает магическими или псионическими способностями, поэтому судьба его должна быть славной. Эта судьба часто включает в себя спасение города, королевства или другой большой группы от могущественного злодея или опасного монстра.
- Достаточно зрелый человек, несовершеннолетний дворянин или кто-то, недавно потерявший возлюбленную, покидает свой предыдущий дом в поисках новой жизни (этот персонаж также часто является магом или экстрасенсом). Он либо свергает узурпатора, либо спасает свое королевство от внешнего вторжения. Такие персонажи редко являются воинами и обычно раскрывают сюжет с помощью сочетания интриг, удачи и использования своих сил. В ходе этого приключения персонаж обычно влюбляется, и к концу романа или, по крайней мере, к концу сериала возлюбленный становится спутником жизни. Сложности этих отношений находятся в центре внимания в романах данного поджанра.
- Пережитые совместно неприятности и судьба сводят вместе группу подростков или взрослых, призванных объединиться в группу или организацию, миссия которой важнее судьбы каждого отдельного ее участника. Как правило, эти молодые люди — изгои, маргиналы или сироты. Большинство (или все эти люди) также обладают той или иной формой особых сил. Особые силы групп иногда образуют дополнительный набор — например, группу, состоящую из четырех человек, каждый из которых обладает способностью командовать одним из четырех классических элементов. Вступив в группу, эти персонажи в конечном итоге находят общение, дружбу, а иногда и любовь. Эта группа часто разрушает текущий социальный строй (но может восстановить его до предыдущего идиллического состояния королевства) либо устраняет некую угрозу, о которой никто другой не знает и поэтому не может ей противостоять.

### Развитие персонажа
Персонажи изначально могут быть одинокими странниками, но они никогда не остаются такими надолго. Одной из ключевых особенностей романтического фэнтези считается сосредоточение на социальных и, в меньшей степени, политических отношениях. Все персонажи находят близких друзей, любовников и других спутников, с которыми они живут или путешествуют, а также более широкий круг общения. Кроме того, многие персонажи имеют значительные связи с большим миром. Многие из этих персонажей имеют благородные титулы или присяжный долг перед своим королевством. Путешественники, лишённые каких-либо родственных корней — частые герои романов меча и магии — редко встречаются в романтическом фэнтези.

## Примеры в литературе
- Кэтрин Азаро — «Lost Continent»[4], «The Night Bird»
- Мерседес Лаки — «Tales of the Five Hundred Kingdoms»[5], «Fairy Godmother», «One Good Knight», «Fortune's Fool», «Снежная королева», «Спящая красавица».
- Квартет Таморы Пирс «Бессмертные»[6], «Дикая магия», «Волк-говоритель», «Императорский маг», «Царства богов».
- Вен Спенсер — «Tinker».